# 伊朗大使館包圍戰
伊朗大使館包圍戰（英語：Iranian Embassy siege），也称为伊朗大使馆人质事件或者伊朗驻英大使馆人质事件，指1980年4月30日至5月5日發生於英國倫敦、六名武裝男子攻佔南肯辛頓地區的伊朗大使館事件。
武装分子挟持了26人，包括大使馆工作人员、游客和一名警官。武装分子是伊朗阿拉伯斯坦解放民主革命阵线成员，他们要求释放在英国的阿拉伯囚犯和要求安全的离开。很快英国政府答复，不许可他们的要求，随后进行了武力包围。在接下来几天，警方和武装分子的谈判中答应了部分要求，如在英国媒体上广播武装分子的要求，随后5名人质被释放。
第六日，被围困的武装分子因为他们的要求的得不到进一步的回应愈发沮丧。当夜，他们杀死一名人质，并将尸体从使馆抛出。因此，英国政府下令特种空勤团（SAS）进行突袭以武力解救人质。SAS士兵从屋顶绳降下来，从窗户强行突入。17分钟的解救行动中，余下的人质被解救，6名武装分子5人被击毙。在事件之后，SAS遭受质询，他们没必要打死其中两人，但是最后SAS被证明没有任何不当行为。被抓获的武装分子在英国被起诉，判处27年监禁。
随后1980年开始的两伊战争转移了人们的视线，但是通过这次行动SAS进入公众视线也为当时的撒切尔夫人巩固了政治声誉。SAS在随后因为此次行动收到众多的入隊申请，以及外国政府进行交流合作的请求。
本事件發生時，美國駐伊朗大使館人質危機仍處於膠著狀態。
直到1993年，在突袭行动中被烧毁的大使馆才被重新修缮开放。

## 事件名稱
因伊朗大使館位於倫敦南肯辛頓的王子門（（Princes Gate，或譯作：太子門、王侯門、普林斯門、普林斯蓋特等），故又稱「王子門事件」、「太子門事件」、「王侯門事件」等。

## 事件背景
阿拉伯斯坦解放民主革命阵线（DRFLA）来自伊朗的胡齐斯坦，该地区是伊朗石油资源最丰富的地区，该地的阿拉伯人一直要求从伊朗得到自治权。但是该地区自1847年奥斯曼土耳其与伊朗进行土地交换之后，当地人的权益一直得不到伸张。随后多次起义、暴动遭受严酷镇压。
1979年，伊朗伊斯兰革命爆发。伊朗巴列维王朝被推翻。伊朗成为阿亚图拉统治下的伊斯兰共和国，这使当地人得到鼓舞。他们向阿亚图拉霍梅尼要求得到自治权，但是被拒绝，随后全省掀起暴力起义。
1979年5月29日，数千示威者聚集在胡济斯坦首府霍拉姆沙赫尔，但是随后受到伊朗伊斯兰革命卫队武力镇压，据称造成200多人死亡。
根据欧安·阿里·穆罕穆德 Oan Ali Mohammed的说法，他们的计划是受到美国驻伊朗大使馆人质危机的启发。

## 事件过程

### 第一日：4月30日
在4月30日（星期三）约11时30分，6名全副武装的人员冲进位于伦敦南肯辛顿王子门的伊朗大使馆。武装分子迅速制服伦敦警察厅外交人員保護組（Diplomatic Protection Group）警员特雷弗·罗克（Trevor Lock），他在被制服前没能取出隐蔽携带的史密斯威森軍警十型左轮手枪，但是按下了他无线电的紧急按钮。
虽然多数人被挟持，但是仍有人逃出。两人从楼底的窗口逃出，1人从一层的窗户翻过墙翻进隔壁的衣索比亞駐英國大使館。第四人是大使馆临时代办胡拉姆·阿里·阿富孺兹（Gholam-Ali Afrouz），他从一层的窗口逃生但是在逃生过程中受伤。

## 人質名單
| 人质                                                           | 职务                                             | 事件中的人物命运 |
| -------------------------------------------------------------- | ------------------------------------------------ | ---------------- |
| 胡拉姆·阿里·阿富孺兹 Gholam-Ali Afrouz                         | Embassy Chargé d'affaires临时代办                | 行动中受伤       |
| 设拉子·布鲁曼德 Shirazed Bouroumand                            | Embassy secretary 大使馆秘书                     |                  |
| 克里斯·克拉默Chris Cramer                                      | BBC sound organiser                              | 行动前被释放     |
| 艾哈迈德·达德格拉 Ahmad Dadgar                                 | Medical adviser 医疗顾问                         | 行动中受伤       |
| 阿卜杜拉·法兹·伊宰提 Abdul Fazi Ezzati                         | Iranian Cultural Attache 伊朗文化参赞            |                  |
| 阿巴斯·法拉希Abbas Fallahi                                     | Embassy doorman 使馆门卫                         |                  |
| 穆罕穆德·哈斯利·法鲁基 Muhammad Hashir Faruqi                  | British-Pakistani editor of Impact International |                  |
| 阿里·古里·汗扎法热 Ali Guil Ghanzafar                          | Pakistani tourist 巴基斯坦游客                   | 行动前被释放     |
| 西蒙·哈里斯 Simeon Harris                                      | BBC sound recordist                              |                  |
| 努欣·哈什门尼安Nooshin Hashemenian                             | Embassy secretary 大使馆秘书                     |                  |
| 洛亚·卡哈奇 Roya Kaghachi                                      | 阿富孺兹的秘书                                   |                  |
| 黒耶奇·萨内·汉志 Hiyech Sanei Kanji                            | Embassy secretary 大使馆秘书                     | 行动前被释放     |
| 穆斯塔法·卡热库提 Mustapha·Karkouti                            | Syrian journalist 叙利亚记者                     | 行动前被释放     |
| 瓦希德·哈巴兹 Vahid Khabaz                                     | Iranian student 伊朗学生                         |                  |
| 阿巴斯·拉瓦萨尼 Abbas Lavasani                                 | Chief Press Officer 首席新闻官                   | 行动前遇害       |
| 特雷弗·罗克Trevor Lock                                         | 外交保卫组Diplomatic Protection Group警员        |                  |
| 穆塔巴·迈赫拉尼瓦德 Moutaba Mehrnavard                         | Carpet dealer 地毯商                             |                  |
| 阿布杜塔里布·吉西沃拉迪·姆格代麦 Aboutaleb Jishverdi-Moghaddam | Iranian attaché 伊朗武官                         |                  |
| 穆罕穆德·莫哈布 Muhammad Moheb                                 | Embassy accountant 大使馆会计师                  |                  |
| 罗纳德·莫里斯 Ronald Morris                                    | Embassy manager and chauffeur 大使馆经理和司机   |                  |
| 菲里达·穆扎法里安Freida Mozafarian                             | Press officer 新闻官                             | 行动前被释放     |
| 伊萨·纳吉扎达希 Issa Naghizadeh                                | First Secretary 第一秘书                         |                  |
| 阿里·阿克拜尔·萨姆达扎德希 Ali Akbar Samadzadeh                | Temporary employee at embassy 使馆的临时雇员     | 行动中遇害       |
| 阿里·阿克拜尔·塔巴塔巴拉Ali Aghar Tabatabal                    | Banker 银行家                                    |                  |
| 考居里·穆罕穆德·塔基Kaujouri Muhammad Taghi                    | Accountant会计                                   |                  |
| 扎哈拉·佐莫罗迪安 Zahra Zomorrodian                            | Embassy clerk 大使馆业务员                       |                  |